# Norwegia na Letnich Igrzyskach Olimpijskich 2016
Norwegię na Letnich Igrzyskach Olimpijskich 2016 reprezentowało 62 zawodników : 29 mężczyzn i 33 kobiety. Był to dwudziesty piąty start reprezentacji Norwegii na letnich igrzyskach olimpijskich.

## Zdobyte medale
| Medal | Zawodnik | Dyscyplina   | Konkurencja                           | Rezultat                                                                   | Data        |
| ----- | --- | ------------ | ------------------------------------- | -------------------------------------------------------------------------- | ----------- |
| Brąz  | Are Strandli Kristoffer Brun | Wioślarstwo  | dwójka podwójna wagi lekkiej mężczyzn | 6:31,39                                                                    | 11 sierpnia |
| Brąz  | Olaf Tufte Kjetil Borch | Wioślarstwo  | dwójka podwójna                       | 6:53,25                                                                    | 12 sierpnia |
| Brąz  | Stig André Berge | Zapasy       | styl klasyczny waga do 59 kg mężczyzn | W walce o brązowy medal pokonał reprezentanta Azerbejdżanu Rövşən Bayramov | 14 sierpnia |
| Brąz  | Ida Alstad Emilie Hegh Arntzen Marit Malm Frafjord Kari Aalvik Grimsbø Camilla Herrem Linn-Kristin Riegelhuth Koren Veronica Kristiansen Amanda Kurtović Heidi Løke Katrine Lunde Haraldsen Mari Molid Nora Mørk Stine Oftedal Sanna Solberg | Piłka ręczna | turniej kobiet                        | w meczu o brązowy medal pokonały reprezentację Holandii 36:26              | 20 sierpnia |

## Skład kadry

### Gimnastyka
Mężczyźni
| Zawodnik         | Konkurencja            | Kwalifikacje | Kwalifikacje | Kwalifikacje | Kwalifikacje | Kwalifikacje | Kwalifikacje | Kwalifikacje | Kwalifikacje | Finał    | Finał    | Finał    | Finał    | Finał    | Finał    | Finał | Finał   | Źródło |
| Zawodnik         | Konkurencja            | Przyrząd     | Przyrząd     | Przyrząd     | Przyrząd     | Przyrząd     | Przyrząd     | Razem        | Pozycja      | Przyrząd | Przyrząd | Przyrząd | Przyrząd | Przyrząd | Przyrząd | Razem | Pozycja | Źródło |
| Zawodnik         | Konkurencja            | F            | PH           | R            | V            | PB           | HB           | Razem        | Pozycja      | F        | PH       | R        | V        | PB       | HB       | Razem | Pozycja | Źródło |
| ---------------- | ---------------------- | ------------ | ------------ | ------------ | ------------ | ------------ | ------------ | ------------ | ------------ | -------- | -------- | -------- | -------- | -------- | -------- | ----- | ------- | ------ |
| Stian Skjerahaug | wielobój indywidualnie | 14,166       | 14,233       | 13,266       | 14,700       | 14,266       | 13,700       | 84,331       | 32.          | NQ       | NQ       | NQ       | NQ       | NQ       | NQ       | NQ    | NQ      | [ 1 ]  |

### Golf
| Zawodnik           | Konkurencja | Runda 1 | Runda 2 | Runda 3 | Runda 4 | Łącznie | Łącznie | Łącznie | Źródło |
| Zawodnik           | Konkurencja | Wynik   | Wynik   | Wynik   | Wynik   | Wynik   | Par     | Pozycja | Źródło |
| ------------------ | ----------- | ------- | ------- | ------- | ------- | ------- | ------- | ------- | ------ |
| Suzann Pettersen   | kobiety     | 71      | 69      | 69      | 68      | 277     | - 7     | 10.     | [ 2 ]  |
| Marianne Skarpnord | kobiety     | 69      | 66      | 75      | 73      | 283     | - 1     | 25.     | [ 2 ]  |
| Espen Kofstad      | Mężczyźni   | 72      | 76      | 69      | 69      | 286     | +2      | 43.     | [ 2 ]  |

### Kolarstwo

#### Kolarstwo szosowe
| Zawodnik             | Konkurencja                    | Czas    | Pozycja | Źródło |
| -------------------- | ------------------------------ | ------- | ------- | ------ |
| Lars Petter Nordhaug | wyścig ze startu wspólnego (m) | 6:30:05 | 48.     | [ 3 ]  |
| Vegard Stake Laengen | wyścig ze startu wspólnego (m) | 6:30:05 | 50.     | [ 3 ]  |
| Sven Erik Bystrøm    | wyścig ze startu wspólnego (m) | DNF     | DNF     | [ 3 ]  |
| Edvald Boasson Hagen | wyścig ze startu wspólnego (m) | DNF     | DNF     | [ 3 ]  |
| Edvald Boasson Hagen | jazda indywidualna na czas (m) | 1:21:12 | 30.     |        |
| Vita Heine           | wyścig ze startu wspólnego (k) | 3:58:34 | 33.     | [ 4 ]  |
| Vita Heine           | jazda indywidualna na czas (k) | 50:23,0 | 25.     | [ 4 ]  |

#### Kolarstwo górskie
| Zawodnik               | Konkurencja       | Czas    | Pozycja | Źródło |
| ---------------------- | ----------------- | ------- | ------- | ------ |
| Gunn-Rita Dahle Flesjå | cross-country (k) | 1:33:34 | 10.     | [ 5 ]  |

#### Kolarstwo BMX
| Zawodniczka    | Konkurencja | Eliminacje | Eliminacje | Ćwierćfinał | Ćwierćfinał | Półfinał | Półfinał | Finał | Finał   | Źródło |
| Zawodniczka    | Konkurencja | Wynik      | Miejsce    | Wynik       | Miejsce     | Wynik    | Miejsce  | Wynik | Miejsce | Źródło |
| -------------- | ----------- | ---------- | ---------- | ----------- | ----------- | -------- | -------- | ----- | ------- | ------ |
| Tore Navrestad | mężczyźni   | 36,484     | 28.        | 19          | 6.          | NQ       | NQ       | NQ    | NQ      | [ 6 ]  |

### Lekkoatletyka
Mężczyźni
Konkurencje biegowe
| Zawodnik             | Konkurencja        | Eliminacje | Eliminacje | Półfinał | Półfinał | Finał   | Finał   | Źródło        |
| Zawodnik             | Konkurencja        | Wynik      | Miejsce    | Wynik    | Miejsce  | Wynik   | Miejsce | Źródło        |
| -------------------- | ------------------ | ---------- | ---------- | -------- | -------- | ------- | ------- | ------------- |
| Jaysuma Saidy Ndure  | 200 m              | 20,78      | 58.        | NQ       | NQ       | NQ      | NQ      | [ 7 ]         |
| Filip Ingebrigtsen   | 1500 m             | DSQ        | DSQ        | NQ       | NQ       | NQ      | NQ      | [ 8 ] [ 9 ]   |
| Henrik Ingebrigtsen  | 1500 m             | 3:38,50    | 5.         | 3:42,51  | 20.      | NQ      | NQ      | [ 8 ] [ 9 ]   |
| Karsten Warholm      | 400 m przez płotki | 48,49      | 2.         | 48,81    | 9.       | NQ      | NQ      | [ 10 ] [ 11 ] |
| Sondre Nordstad Moen | maraton            | N/A        | N/A        | N/A      | N/A      | 2:14,17 | 19.     | [ 12 ]        |
| Erik Tysse           | chód na 20 km      | N/A        | N/A        | N/A      | N/A      | 1:26:06 | 48.     | [ 13 ]        |
| Håvard Haukenes      | chód na 50 km      | N/A        | N/A        | N/A      | N/A      | 3:46:33 | 7.      | [ 14 ]        |

Konkurencje techniczne
| Zawodnik              | Konkurencja  | Kwalifikacje | Kwalifikacje | Finał | Finał   | Źródło |
| Zawodnik              | Konkurencja  | Wynik        | Miejsce      | Wynik | Miejsce | Źródło |
| --------------------- | ------------ | ------------ | ------------ | ----- | ------- | ------ |
| Sven Martin Skagestad | rzut dyskiem | 62,45        | 13.          | NQ    | NQ      | [ 15 ] |

Kobiety
Konkurencje biegowe
| Zawodnik                  | Konkurencja           | Eliminacje | Eliminacje | Ćwierćfinał | Ćwierćfinał | Półfinał | Półfinał | Finał    | Finał   | Źródło        |
| Zawodnik                  | Konkurencja           | Wynik      | Miejsce    | Wynik       | Miejsce     | Wynik    | Miejsce  | Wynik    | Miejsce | Źródło        |
| ------------------------- | --------------------- | ---------- | ---------- | ----------- | ----------- | -------- | -------- | -------- | ------- | ------------- |
| Ezinne Okparaebo          | 100 m                 | BYE        | BYE        | 11,43       | 28.         | NQ       | NQ       | NQ       | NQ      | [ 16 ]        |
| Hedda Hynne               | 800 m                 | 2:01,64    | 37.        | N/A         | N/A         | NQ       | NQ       | NQ       | NQ      | [ 17 ]        |
| Karoline Bjerkeli Grøvdal | 5000 m                | 15:17,83   | 4.         | N/A         | N/A         | N/A      | N/A      | 14:57,53 | 7.      | [ 18 ] [ 19 ] |
| Karoline Bjerkeli Grøvdal | 10 000 m              | N/A        | N/A        | N/A         | N/A         | N/A      | N/A      | 31:14,07 | 9.      | [ 20 ]        |
| Isabelle Pedersen         | 100 m przez płotki    | 12,86      | 12.        | N/A         | N/A         | 12,88    | 10.      | NQ       | NQ      | [ 21 ] [ 22 ] |
| Amalie Iuel               | 400 m przez płotki    | 56,75      | 29.        | N/A         | N/A         | NQ       | NQ       | NQ       | NQ      | [ 23 ]        |
| Ingeborg Løvnes           | 3000 m z przeszkodami | 9:44,85    | 33.        | N/A         | N/A         | N/A      | N/A      | NQ       | NQ      | [ 24 ]        |

Konkurencje techniczne
| Zawodniczka    | Konkurencja | Kwalifikacje | Kwalifikacje | Finał | Finał   | Źródło |
| Zawodniczka    | Konkurencja | Wynik        | Miejsce      | Wynik | Miejsce | Źródło |
| -------------- | ----------- | ------------ | ------------ | ----- | ------- | ------ |
| Tonje Angelsen | skok wzwyż  | 1,80         | 32.          | NQ    | NQ      | [ 25 ] |

### Łucznictwo
| Zawodnik     | Konkurencja       | Runda rankingowa | Runda rankingowa | 1/32             | 1/16             | 1/8              | Ćwierćfinały     | Półfinały        | Finał            | Finał   | Źródło |
| Zawodnik     | Konkurencja       | Wynik            | Miejsce          | Przeciwnik Wynik | Przeciwnik Wynik | Przeciwnik Wynik | Przeciwnik Wynik | Przeciwnik Wynik | Przeciwnik Wynik | Pozycja | Źródło |
| ------------ | ----------------- | ---------------- | ---------------- | ---------------- | ---------------- | ---------------- | ---------------- | ---------------- | ---------------- | ------- | ------ |
| Bård Nesteng | indywidualnie (m) | 663              | 26.              | Yu G-l W 6-5     | Furukawa P 0-6   | NQ               | NQ               | NQ               | NQ               | NQ      | [ 26 ] |

### Piłka ręczna
Turniej kobiet
Reprezentacja kobiet
| - Ida Alstad - Emilie Hegh Arntzen - Marit Malm Frafjord - Kari Aalvik Grimsbø - Camilla Herrem - Linn-Kristin Riegelhuth Koren - Veronica Kristiansen |  | - Amanda Kurtović - Heidi Løke - Katrine Lunde Haraldsen - Mari Molid - Nora Mørk - Stine Oftedal - Sanna Solberg |

| Drużyna  | Konkurencja    | Faza grupowa     | Faza grupowa     | Faza grupowa     | Faza grupowa     | Faza grupowa     | Faza grupowa | Ćwierćfinały     | Półfinały        | Finał mecz o 3. miejsce | Pozycja | Źródło        |
| Drużyna  | Konkurencja    | Przeciwnik Wynik | Przeciwnik Wynik | Przeciwnik Wynik | Przeciwnik Wynik | Przeciwnik Wynik | Pozycja      | Przeciwnik Wynik | Przeciwnik Wynik | Przeciwnik Wynik        | Pozycja | Źródło        |
| -------- | -------------- | ---------------- | ---------------- | ---------------- | ---------------- | ---------------- | ------------ | ---------------- | ---------------- | ----------------------- | ------- | ------------- |
| Norwegia | turniej kobiet | Brazylia 28:31   | Hiszpania 27:24  | Angola 30:20     | Czarnogóra 28:19 | Rumunia 28:27    | 2.           | Szwecja 33:20    | Rosja 37:38      | Holandia 36:26          | brąz    | [ 27 ] [ 28 ] |

### Pływanie
| Zawodnik            | Konkurencja         | Eliminacje | Eliminacje | Półfinał | Półfinał | Finał    | Finał   | Źródło |
| Zawodnik            | Konkurencja         | Czas       | Miejsce    | Czas     | Miejsce  | Czas     | Miejsce | Źródło |
| ------------------- | ------------------- | ---------- | ---------- | -------- | -------- | -------- | ------- | ------ |
| Henrik Christiansen | 200 m dowolnym (m)  | 1:50,09    | 40.        | NQ       | NQ       | NQ       | NQ      | [ 29 ] |
| Henrik Christiansen | 400 m dowolnym (m)  | 3:47,90    | 17.        | N/A      | N/A      | NQ       | NQ      | [ 30 ] |
| Henrik Christiansen | 1500 m dowolnym (m) | 14:55,40   | 8.         | N/A      | N/A      | 15:02,66 | 8.      | [ 31 ] |
| Susann Bjørnsen     | 50 m dowolnym (k)   | 25,05      | 24.        | NQ       | NQ       | NQ       | NQ      | [ 32 ] |
| Susann Bjørnsen     | 100 m dowolnym (k)  | 55,35      | 27.        | NQ       | NQ       | NQ       | NQ      | [ 33 ] |

### Strzelectwo
Mężczyźni
| Zawodnik           | Konkurencja                        | Kwalifikacje | Kwalifikacje | Półfinał | Półfinał | Finał | Finał   | Źródło |
| Zawodnik           | Konkurencja                        | Wynik        | Pozycja      | Wynik    | Pozycja  | Wynik | Pozycja | Źródło |
| ------------------ | ---------------------------------- | ------------ | ------------ | -------- | -------- | ----- | ------- | ------ |
| Are Hansen         | karabin pneumatyczny 10 m          | 624,4        | 10.          | N/A      | N/A      | NQ    | NQ      | [ 34 ] |
| Ole-Kristian Bryhn | karabin pneumatyczny 10 m          | 617,9        | 41.          | N/A      | N/A      | NQ    | NQ      | [ 34 ] |
| Odd Arne Brekne    | karabin małokalibrowy leżąc        | 620,9        | 28.          | N/A      | N/A      | NQ    | NQ      | [ 34 ] |
| Ole-Kristian Bryhn | karabin małokalibrowy leżąc        | 616,7        | 43.          | N/A      | N/A      | NQ    | NQ      | [ 34 ] |
| Ole-Kristian Bryhn | karabin małokalibrowy trzy pozycje | 1177         | 3.           | N/A      | N/A      | 400,4 | 8.      | [ 34 ] |
| Odd Arne Brekne    | karabin małokalibrowy trzy pozycje | 1171         | 13.          | N/A      | N/A      | NQ    | NQ      | [ 34 ] |

Kobiety
| Zawodnik         | Konkurencja                        | Kwalifikacje | Kwalifikacje | Półfinał | Półfinał | Finał | Finał   | Źródło |
| Zawodnik         | Konkurencja                        | Wynik        | Pozycja      | Wynik    | Pozycja  | Wynik | Pozycja | Źródło |
| ---------------- | ---------------------------------- | ------------ | ------------ | -------- | -------- | ----- | ------- | ------ |
| Malin Westerheim | karabin pneumatyczny 10 m          | 4121,2       | 30.          | N/A      | N/A      | NQ    | NQ      | [ 35 ] |
| Malin Westerheim | karabin małokalibrowy trzy pozycje | 578          | 17.          | N/A      | N/A      | NQ    | NQ      | [ 35 ] |

### Taekwondo
| Zawodnik   | Konkurencja               | 1/8              | Ćwierćfinał      | Półfinał         | Repesaż          | Finał/3.miejsce  | Finał/3.miejsce | Źródło |
| Zawodnik   | Konkurencja               | Przeciwnik Wynik | Przeciwnik Wynik | Przeciwnik Wynik | Przeciwnik Wynik | Przeciwnik Wynik | Pozycja         | Źródło |
| ---------- | ------------------------- | ---------------- | ---------------- | ---------------- | ---------------- | ---------------- | --------------- | ------ |
| Tina Skaar | waga powyżej 67 kg kobiet | Mandić P 2-8     | NQ               | NQ               | NQ               | NQ               | 11.             | [ 36 ] |

### Triathlon
| Zawodnik             | Konkurencja | Pływanie (1,5 km) | Zmiana 1 | Jazda na rowerze (40 km) | Zmiana 2 | Bieg (10 km) | Czas    | Pozycja | Źródło |
| -------------------- | ----------- | ----------------- | -------- | ------------------------ | -------- | ------------ | ------- | ------- | ------ |
| Kristian Blummenfelt | mężczyźni   | 17:39             | 0:49     | 56:12                    | 0:34     | 32:17        | 1:47:31 | 13.     | [ 37 ] |

### Wioślarstwo
| Zawodnik                     | Konkurencja | Eliminacje | Eliminacje | Repesaż | Repesaż | Ćwierćfinały | Ćwierćfinały | Półfinały            | Półfinały       | Finał           | Finał      | Miejsce | Źródło |
| Zawodnik                     | Konkurencja | Czas       | M.         | Czas    | M.      | Czas         | M.           | Czas                 | M.              | Czas            | M.         | Miejsce | Źródło |
| ---------------------------- | ----------- | ---------- | ---------- | ------- | ------- | ------------ | ------------ | -------------------- | --------------- | --------------- | ---------- | ------- | ------ |
| Nils Jakob Hoff              | M1x         | 7:17,47    | 1.         | N/A     | N/A     | 6:57,94      | 3.           | 7:39,12 Półfinał A/B | 6.              | 7:02,66 Finał B | 5.         | 11.     | [ 38 ] |
| Kristoffer Brun Are Strandli | LM2x        | 6:24,81    | 1.         | N/A     | N/A     | N/A          | N/A          | 6:38,65              | 2. Półfinał A/B | 6:31,39         | 3. Finał A | brąz    | [ 39 ] |
| Kjetil Borch Olaf Tufte      | M2x         | 6:30,58    | 2.         | N/A     | N/A     | N/A          | N/A          | 6:13,50              | 2.              | 6:53,25         | 3. Finał A | brąz    | [ 40 ] |

### Zapasy
Mężczyźni - styl klasyczny
| Zawodnik         | Konkurencja | Kwalifikacje     | 1/8              | Ćwierćfinał      | Półfinał         | Repesaż 1        | Repesaż 2        | Finał/ 3.miejsce | Finał/ 3.miejsce | Źródło |
| Zawodnik         | Konkurencja | Przeciwnik Wynik | Przeciwnik Wynik | Przeciwnik Wynik | Przeciwnik Wynik | Przeciwnik Wynik | Przeciwnik Wynik | Przeciwnik Wynik | Pozycja          | Źródło |
| ---------------- | ----------- | ---------------- | ---------------- | ---------------- | ---------------- | ---------------- | ---------------- | ---------------- | ---------------- | ------ |
| Stig André Berge | -59 kg      | Lee W 2-0        | Daurow W 3-0     | Ōta P 0-4        | NQ               | N/A              | Kebyspajew W 2-0 | Bayramov W 1-1   | brąz             | [ 41 ] |

Kobiety - styl wolny
| Zawodniczka       | Konkurencja | Kwalifikacje     | 1/8              | Ćwierćfinał      | Półfinał         | Repesaż 1        | Repesaż 2        | Finał/3.miejsce  | Finał/3.miejsce | Źródło |
| Zawodniczka       | Konkurencja | Przeciwnik Wynik | Przeciwnik Wynik | Przeciwnik Wynik | Przeciwnik Wynik | Przeciwnik Wynik | Przeciwnik Wynik | Przeciwnik Wynik | Pozycja         | Źródło |
| ----------------- | ----------- | ---------------- | ---------------- | ---------------- | ---------------- | ---------------- | ---------------- | ---------------- | --------------- | ------ |
| Signe Marie Store | -69 kg      | BYE              | Fransson P 0-9   | NQ               | NQ               | NQ               | NQ               | NQ               | 18.             | [ 42 ] |

### Żeglarstwo
Kobiety
| Zawodnik                 | Konkurencja  | Wyścig | Wyścig | Wyścig | Wyścig | Wyścig | Wyścig | Wyścig | Wyścig | Wyścig | Wyścig | Wyścig | Wyścig | Wyścig | Punkty | Finałowa pozycja | Źródło |
| Zawodnik                 | Konkurencja  | 1      | 2      | 3      | 4      | 5      | 6      | 7      | 8      | 9      | 10     | 11     | 12     | M*     | Punkty | Finałowa pozycja | Źródło |
| ------------------------ | ------------ | ------ | ------ | ------ | ------ | ------ | ------ | ------ | ------ | ------ | ------ | ------ | ------ | ------ | ------ | ---------------- | ------ |
| Maria Mollestad          | RS:X         | 14     | 10     | 20     | 14     | 18     | 20     | 14     | 6      | 11     | 6      | 17     | 11     | NQ     | 141    | 12.              | [ 43 ] |
| Tiril Bue                | Laser Radial | 18     | 18     | 13     | 6      | 19     | 24     | 22     | 25     | 18     | 27     | N/A    | N/A    | NQ     | 163    | 23.              | [ 44 ] |
| Ragna Agerup Maia Agerup | 49erFX       | 10     | 18     | 15     | 17     | 9      | 17     | 13     | 4      | 6      | 13     | 17     | 11     | NQ     | 132    | 14.              | [ 45 ] |

Mężczyźni
| Zawodnik        | Konkurencja | Wyścig | Wyścig | Wyścig | Wyścig | Wyścig | Wyścig | Wyścig | Wyścig | Wyścig | Wyścig | Wyścig | Wyścig | Wyścig | Punkty | Finałowa pozycja | Źródło |
| Zawodnik        | Konkurencja | 1      | 2      | 3      | 4      | 5      | 6      | 7      | 8      | 9      | 10     | 11     | 12     | M*     | Punkty | Finałowa pozycja | Źródło |
| --------------- | ----------- | ------ | ------ | ------ | ------ | ------ | ------ | ------ | ------ | ------ | ------ | ------ | ------ | ------ | ------ | ---------------- | ------ |
| Kristian Ruth   | Laser       | 47     | 13     | 32     | 2      | 29     | 16     | 25     | 47     | 15     | 30     | N/A    | N/A    | NQ     | 209    | 27.              | [ 46 ] |
| Anders Pedersen | Finn        | 8      | 16     | 18     | <8     | 22     | 16     | 9      | 14     | 5      | 15     | N/A    | N/A    |        | 109    | 17.              | [ 47 ] |

M = Wyścig medalowy